# Sophronica rufodiscalis
Sophronica rufodiscalis là một loài bọ cánh cứng trong họ Cerambycidae.